# Partido Patriótico Bosnio-Herzegovino de Sefer Halilović
El Partido Patriótico Bosnio-Herzegovino de Sefer Halilović (en bosnio: Bosanskohercegovačka Patriotska Stranka-Sefer Halilović, BPS) es un partido político nacionalista bosnio de Bosnia y Herzegovina. Fue fundado por el anterior comandante del Ejército de la República de Bosnia y Herzegovina, Sefer Halilović.

## Resultados electorales

### Elecciones presidenciales
| Elección | Candidatos      | Votos  | %      | Representando a | Resultado |
| -------- | --------------- | ------ | ------ | --------------- | --------- |
| 1998     | Sefer Halilović | 33,687 | 5,72 % | Bosníacos       | No electo |
| 2002     | Emir Zlatar     | 6,500  | 1,26 % | Bosníacos       | No electo |